# Rudolf von Auerswald
Rudolf von Auerswald, född den 1 september 1795 i Marienwerder, Westpreussen, död den 15 januari 1866 i Berlin, var en preussisk statsman. Han var bror till Hans och Alfred von Auerswald.
von Auerswald ägnade sig 1812–1820 åt krigstjänsten, sedan åt lantbruk på sina gods i Ostpreussen samt därjämte åt det offentliga livet som ämbetsman och folkrepresentant. År 1848 var han deputerad i preussiska nationalförsamlingen samt en tid (juni-september) konseljpresident och utrikesminister. År 1858 kallades han av prinsen-regenten till statsminister utan portfölj i den under furst Hohenzollern-Sigmaringens presidium bildade liberala så kallade nya erans ministär. 
von Auerswald åtnjöt som prins Vilhelms ungdomsvän dennes fulla förtroende och verkade som minister ivrigt för genomförande av en arméorganisation med utsträckt värnplikt. Genom lantdagens beslut om en detaljerad statsreglering, vilken skulle förebygga regeringens egenmäktighet i dispositionen av militärbudgetens anslag, störtades ministären (mars 1862). von Auerswald drog sig då tillbaka från det politiska livet.